# Mara Nacewa
Mara Nacewa (mac. Мара Нацева; ur. 28 września 1920 w Kumanowie, zm. 1 lipca 2013) – jugosłowiańska i macedońska działaczka komunistyczna, bojowniczka ruchu oporu podczas II wojny światowej, Bohater Narodowy Jugosławii.

## Życiorys
W wieku szesnastu lat, będąc pracownicą zakładów tekstylnych w Kumanowie, wstąpiła do Związku Komunistycznej Młodzieży Jugosławii. W 1939 r. przeprowadziła się do Niszu w poszukiwaniu pracy i tam też wstąpiła do Komunistycznej Partii Jugosławii. W 1940 r. została sekretarzem organizacyjnym komitetu okręgowego partii w Niszu; w tym samym roku była jednym z delegatów serbskich na V krajowej konferencji partyjnej w Zagrzebiu.
W maju 1942 r. weszła w skład regionalnego komitetu partyjnego w Macedonii. Została jednak schwytana przez bułgarską żandarmerię i skierowana do obozu koncentracyjnego dla kobiet. W marcu 1943 r., gdy nadal przebywała w obozie, została wybrana zaocznie na sekretarza organizacyjnego Komitetu Centralnego Komunistycznej Partii Macedonii, zaś w listopadzie 1943 r. również w skład Antyfaszystowskiej Rady Wyzwolenia Narodowego Jugosławii. Odzyskała wolność w 1944 r. i wzięła udział w wiosennej ofensywie jugosłowiańskich partyzantów. Brała udział w pierwszym posiedzeniu Antyfaszystowskiej Rady Wyzwolenia Macedonii. W grudniu 1944 r. została zastępczynią przewodniczącej Antyfaszystowskiego Związku Kobiet w Macedonii, a następnie zastępczynią przewodniczącej tejże organizacji na szczeblu ogólnokrajowym. Była członkinią Komitetu Centralnego Związku Komunistów Jugosławii. W 1953 r. otrzymała tytuł Bohatera Narodowego Jugosławii.